# بيت جنبلاط
بيت جنبلاط أو قصر جان بولاد هو قصر تاريخي في حلب بسوريا، بناه في القرن السادس عشر أمير كردي من عائلة جنبلاط.

## خلفية
بيت جنبلاط أو قصر جان بولاد هو قصر تاريخي في حلب بسوريا، بناه أمير كردي من عائلة جنبلاط اسمه جان بولاد بن قاسم خلال النصف الثاني من القرن السادس عشر. وفي عام 1604-1605م، استُخدم القصر لفترة وجيزة كمقر للوالي العثماني في حلب حسين باشا جان بولاد.
يقع القصر في منطقة البندرة بمنطقة الفرافرة داخل أسوار مدينة حلب القديمة. وبحسب مؤرخ حلب الشيخ كامل الغزي، أنفق الأمير جان بولاد 1000 ليرة ذهبية عثمانية لبناء القصر. وأصبح القصر منذ عام 1766 ملكًا لعائلة الكواكبي. واستُخدم في عام 1814l بعد ذلك كمقر لمفتي شيخ حلب حسن أفندي الكواكبي.
يُعتقد أن بيت جنبلاط يحتوي على أكبر إيوان في حلب مزين بجدار من قاشاني الفسيفساء الفاخر المكسي بالبلاط الخزفي، والذي يصور العديد من النقوش الفارسية. وتحتوي ساحة القصر مثل الغالبية العظمى من المنازل العربية التقليدية ذات الشكل المربع على نافورة مياه كبيرة في الوسط تستخدم بشكل أساسي للوضوء. وقد وُصف بأنه من أجمل القصور التي شُيدت في المدينة.
وقيل مع ذلك إن العديد من المباني الخارجية المرتبطة بالقصر، بما في ذلك الثكنة عسكرية والاسطبلات، قد دُمرت خلال الستينيات. رمّم القصر لاحقًا الصندوق الكويتي السوري العربي ليكون مركزًا ثقافيًا ومكتبة.

## أضرار الحرب
تعرض بيت جنبلاط لأضرار مادية من القتال والنهب أثناء معركة حلب (2012-2016). أُزيلت العديد من قطع البلاط من إيوان المبنى، ويُزعم أنها عُرضت كقطع آثار على تجار الآثار الدوليين. بيعت قطع بلاط مماثلة في دار مزادات غربية في عام 2015.

## معرض صور

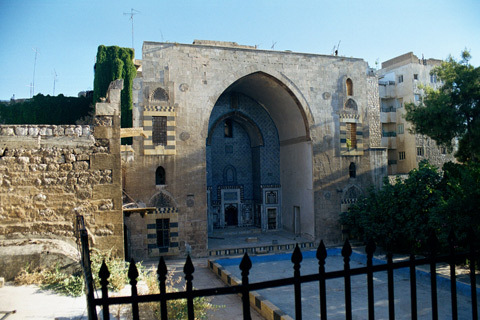
بيت جنبلاط إيوان (2001)
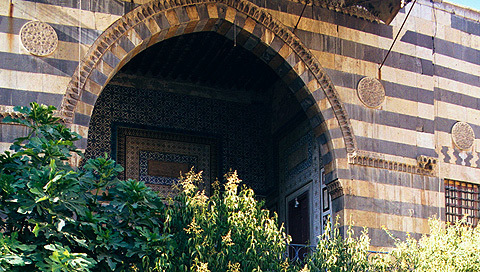
بيت جنبلاط (2001)
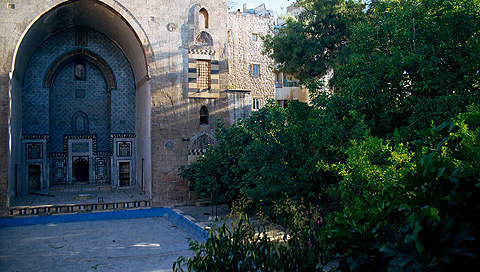
بيت جنبلاط (2001)
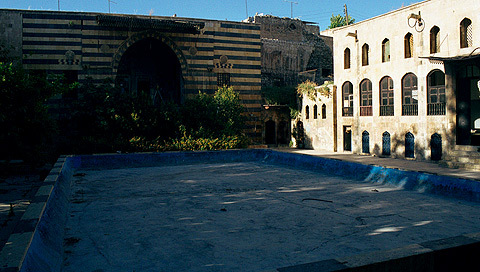
بيت جنبلاط (2001)
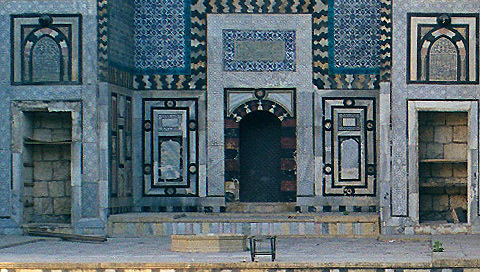
بيت جنبلاط (2001)
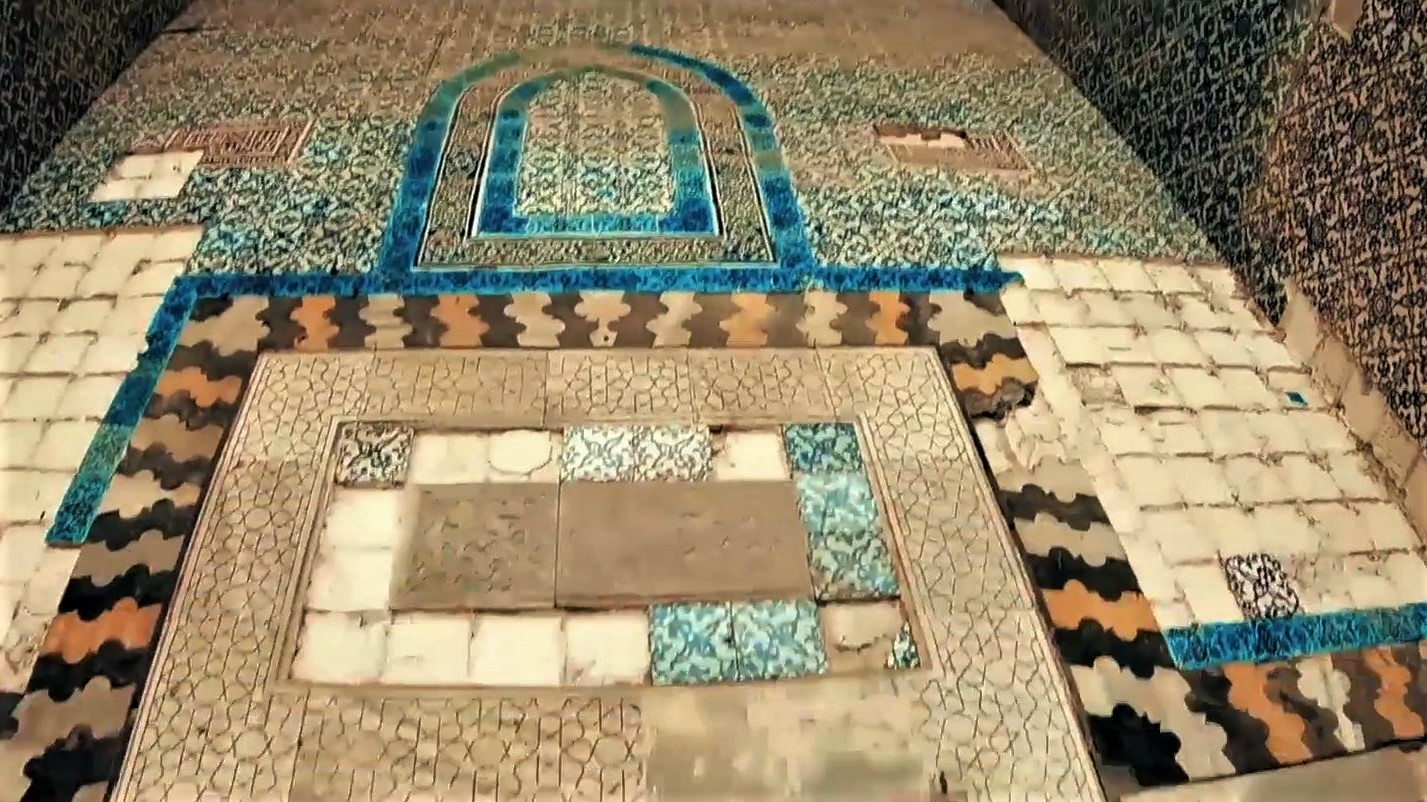
بيت جنبلاط (2018) يفتقد إلى العناصر الزخرفية
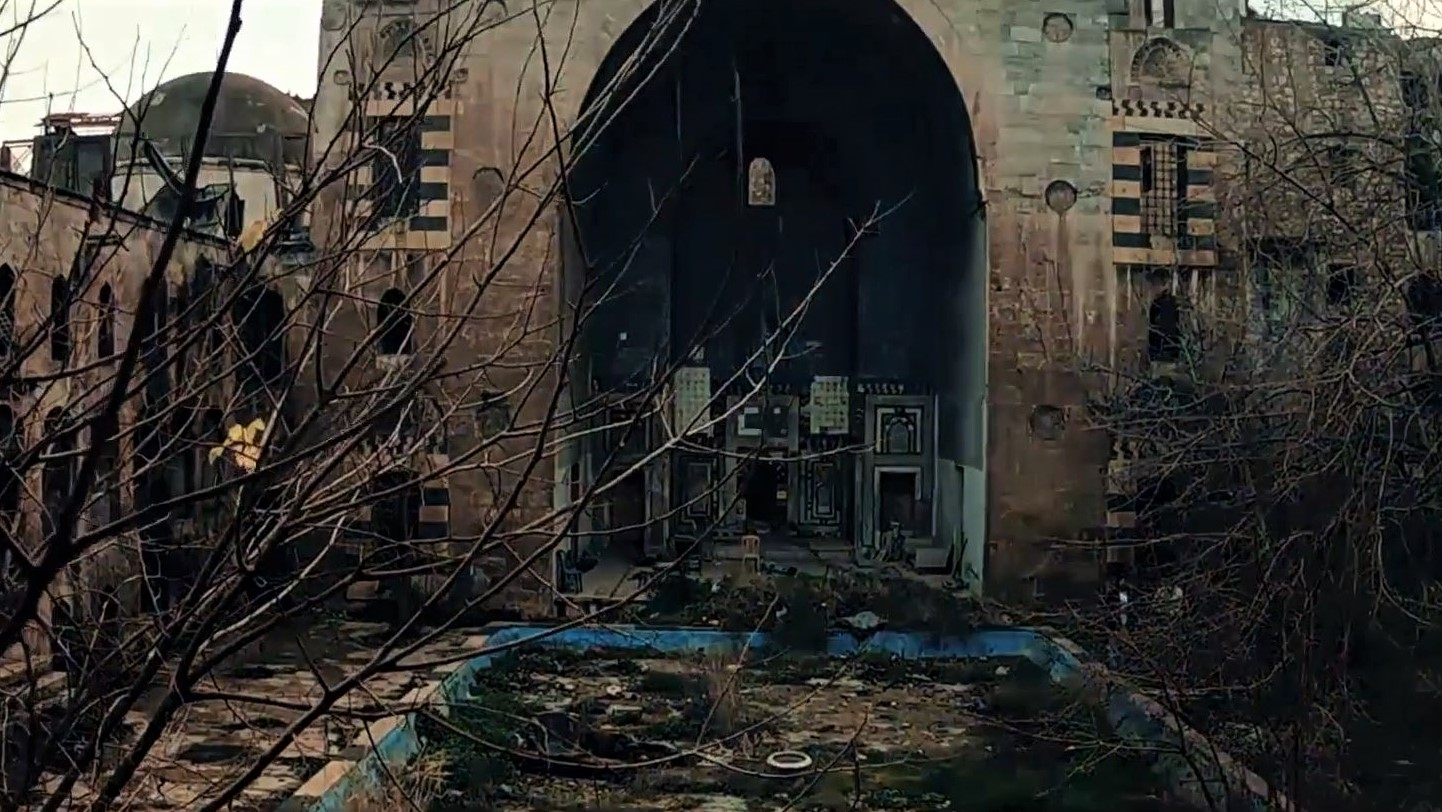
إيوان بيت جنبلاط (2018) حلب

## روابط خارجية
- "Bayt Junblat Aleppo, Syria". Archnet Digital Archive. مؤرشف من الأصل في 2023-01-10. اطلع عليه بتاريخ 2017-03-20.
- Stock images folder of Beit Jamblatt decorated with coloured and patterned tiles (2008)
- Image of the Iwan of Beit Jumblat in black and white
- No Strike List for Aleppo | Heritage for Peace